# Oedothorax modestus
Oedothorax modestus là một loài nhện trong họ Linyphiidae.
Loài này thuộc chi Oedothorax. Oedothorax modestus được Andrei V. Tanasevitch miêu tả năm 1998.